# Terralonus californicus
Terralonus californicus là một loài nhện trong họ Salticidae.
Loài này thuộc chi Terralonus. Terralonus californicus được Elizabeth Maria Gifford Peckham & George William Peckham miêu tả năm 1888.

## Hình ảnh

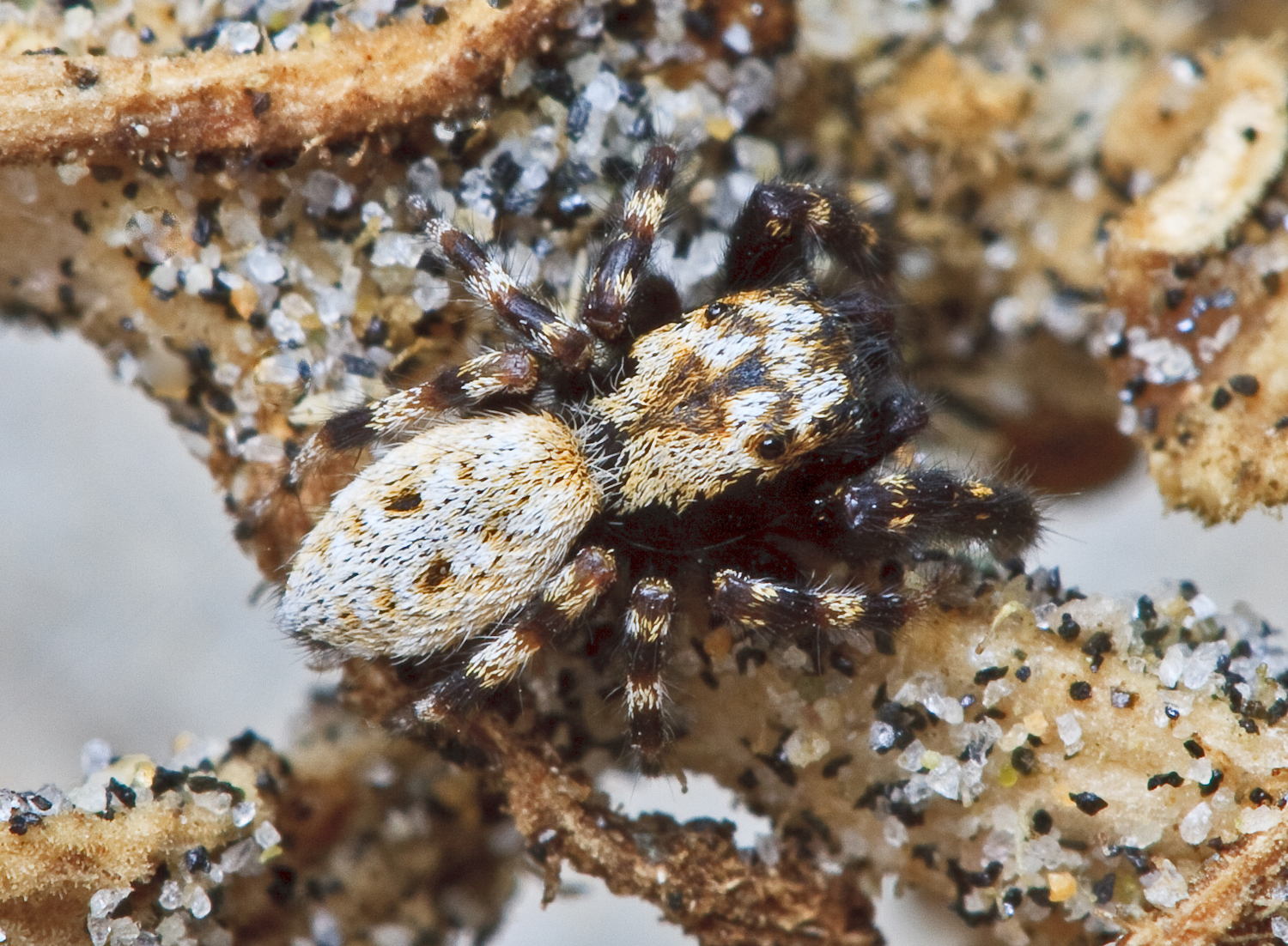
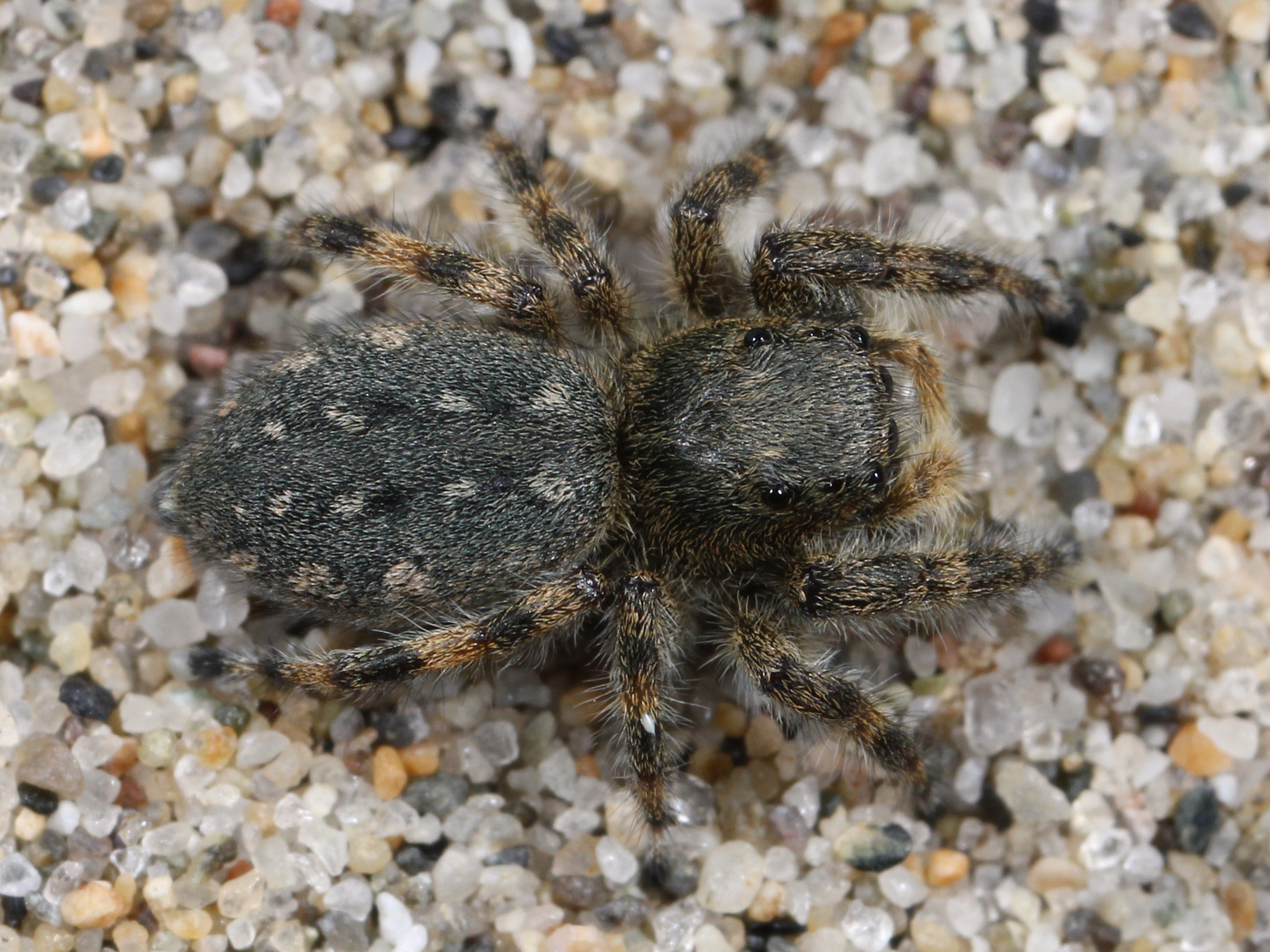
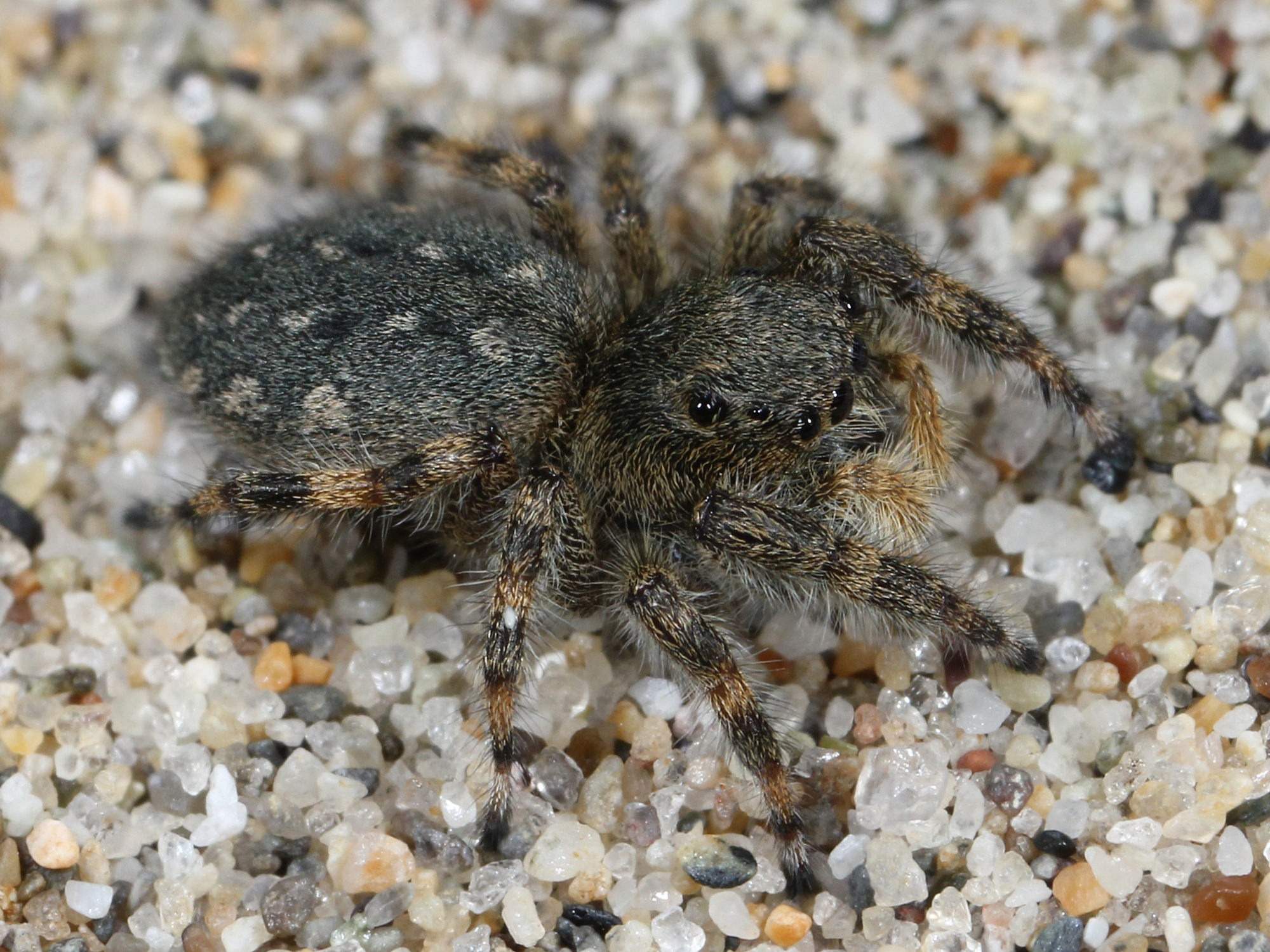
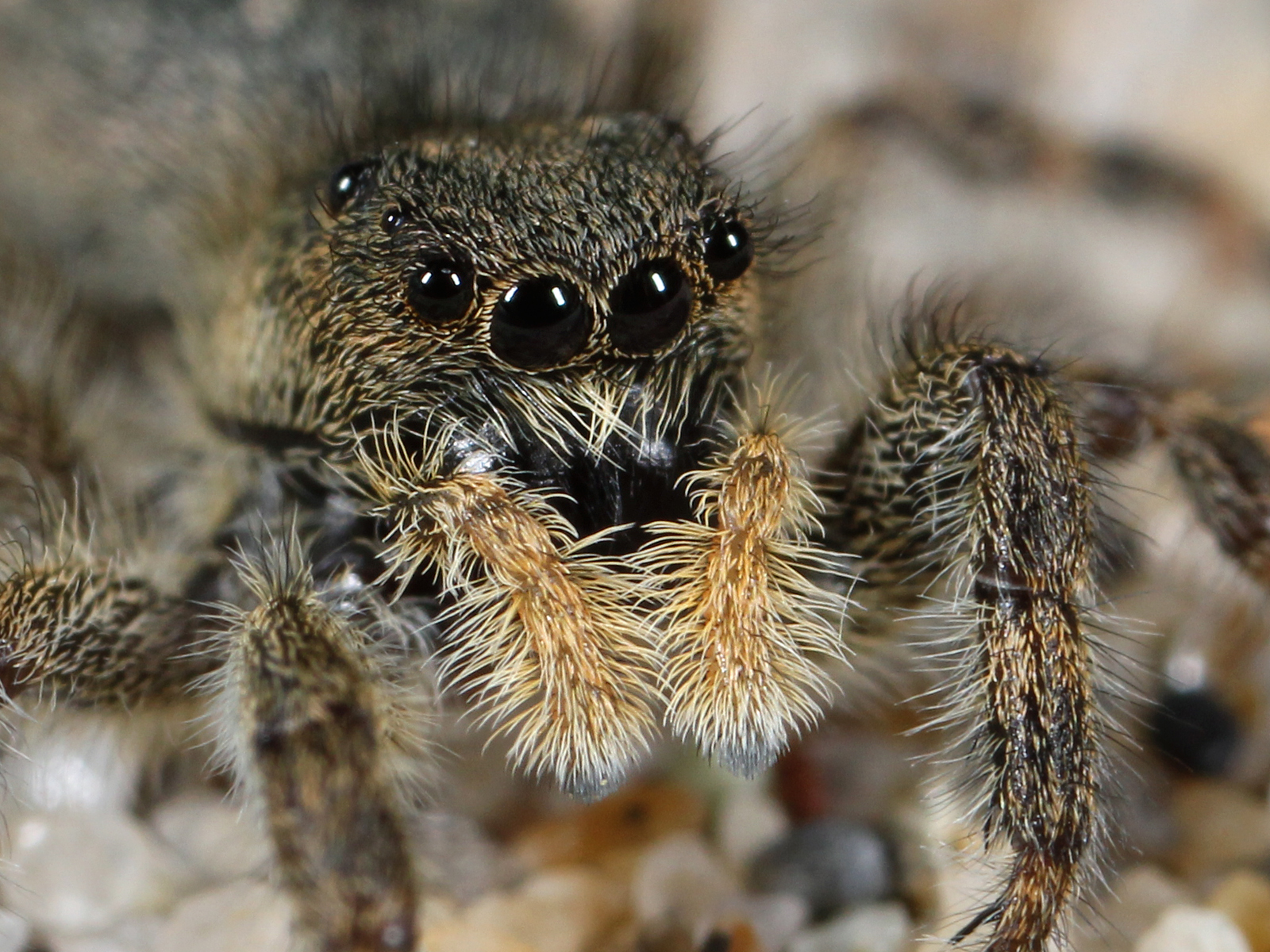